# Brandon J. Dirden
Brandon J. Dirden (1978) è un attore statunitense, attivo in campo televisivo e teatrale.

## Biografia
Dopo gli studi al Morehouse College e all'Università dell'Illinois, Brandon J. Dirden ha fatto il suo debutto a Broadway nel 2007 in un revival del dramma Prelude to a Kiss e da allora ha recitato regolarmente sulle scene newyorchesi, apparendo, tra gli altri, in allestimenti di opere teatrali quali Jitney, All The Way, Clybourne Park e Take Me Out.
Particolarmente apprezzata è stata la sua interpretazione nella pièce di August Wilson The Piano Lesson, in scena nell'Off-Broadway, per cui ha vinto l'Obie Award e il Theatre World Award. Attivo anche sul piccolo schermo, Dirden ha recitato in diversi episodi di For Life, The Good Wife, The Big C e altre serie televisive.
È sposato con l'attrice Crystal Anne Dickinson dal 2006 e la coppia ha avuto un figlio, Chase Ari Dirden.

## Filmografia

### Televisione
- House of Payne – serie TV, 1 episodio (2008)
- The Big C – serie TV, 1 episodio (2011)
- The Good Wife – serie TV, 1 episodio (2014)
- Public Morals – serie TV, 2 episodi (2015)
- The Americans – 43 episodi (2015-2018)
- BrainDead - Alieni a Washington – serie TV, 1 episodio (2016)
- The Get Down – serie TV, 8 episodi (2016-2017)
- Blue Bloods – serie TV, 1 episodio (2017)
- Elementary – serie TV, 1 episodio (2018)
- Manifest – serie TV, 1 episodio (2018)
- Max Riddle – serie TV, 1 episodio (2020)
- Mrs. America – serie TV, 1 episodio (2020)
- Un volto, due destini - I Know This Much Is True – serie TV, 1 episodio (2020)
- The Accidental Wolf – serie TV, 1 episodio (2020)
- For Life – serie TV, 14 episodi (2020)
- Evil – serie TV, episodio 2x02 (2021)

## Teatro (parziale)

### Regista
- Seven Guitars di August Wilson. Two River Theater Company di Red Bank (2015)
- King Hedley II di August Wilson. Two River Theater Company di Red Bank (2018)

### Attore
- Prelude to a Kiss di Craig Lucas. American Airlines Theatre di Broadway (2007)
- Topdog/Underdog di Suzan-Lori Parks. Paul Green Theatre di Chapel Hill (2008)
- Fences di August Wilson. Boston University Theatre di Boston (2009)
- ENRON di Lucy Prebble. Broadhurst Theatre di Broadway (2010)
- Clybourne Park di Bruce Norris. Walter Kerr Theatre di Broadway (2012)
- The Piano Lesson di August Wilson. Signature Theatre dell'Off-Broadway (2013)
- All the Way di Robert Schenkkan. Neil Simon Theatre di Broadway (2014)
- Ma Rainey's Black Bottom di August Wilson. Two River Theater Company di Red Bank (2014)
- Jitney di August Wilson. Samuel J. Friedman Theatre di Broadway (2017)
- A Raisin in the Sun di Lorraine Hansberry. Two River Theater Company di Red Bank (2017)
- Giulio Cesare di William Shakespeare. Polonsky Shakespeare Center di Brooklyn (2019)
- Take Me Out di Richard Greenberg. Helen Hayes Theater di Broadway (2022)

## Doppiatori italiani
Nelle versioni in italiano delle opere in cui ha recitato, Brandon J. Dirden è stato doppiato da:
- Pasquale Anselmo in The Americans
- Simone Mori in Elementary